# 斯馬科弗 (阿肯色州)
斯馬科弗（英語：Smackover）是一個位於美國阿肯色州猶尼昂縣的城市。

## 地理
斯馬科弗的座標為33°21′53″N 92°43′30″W / 33.36472°N 92.72500°W，而該地的平均海拔高度為37米（即121英尺）。

## 人口
根據2020年美國人口普查的數據，斯馬科弗的面積為11.26平方千米，皆為陸地。當地共有人口1630人，而人口密度為每平方千米144人。